# Michael Andretti
Michael Mario Andretti (Bethlehem, Pennsylvania, 5 oktober 1962) is een Amerikaans oud-coureur. Hij werd CART-kampioen in 1991. Hij maakte zijn Formule 1-debuut in 1993 bij McLaren en nam deel aan 13 Grands Prix. Hij scoorde zeven punten. Hij is zoon van voormalig Formule 1-wereldkampioen Mario Andretti.

## Racecarrière

### Vroege carrière
Andretti startte zijn racecarrière in 1980 in de Formule Ford. In 1982 won hij zes Super Vee-races en won het kampioenschap. Hierna ging hij in de Formule Atlantic waarin hij het kampioenschap ook won.

### CART
Hetzelfde jaar maakte hij zijn debuut in de CART en finishte hij derde in de 24 uur van Le Mans. In 1984 werd hij "Rookie of the Year" in de Indianapolis 500. Hij won zijn eerste IndyCar-race in 1986 en werd hetzelfde jaar tweede in het kampioenschap. In 1991 werd hij kampioen.
De Indy 500 won Andretti nooit, ondanks dat hij door de jaren heen het grootste aantal ronden ooit aan de leiding heeft gelegen.

### Formule 1
Andretti maakte zijn debuut in de Formule 1 in 1993 bij McLaren, naast Ayrton Senna. Zijn doortocht in Europa was echter geen succes. Hij kreeg de technisch complexe Formule 1-wagen nooit onder de knie. Zaken als tractiecontrole en actieve ophanging werden in de CART niet gebruikt. Verder bleef hij pendelen tussen de Verenigde Staten en Europa, wat ook bijdroeg aan het gebrek aan succes dat Andretti in de Formule 1 behaalde. Hij reed driemaal in de punten, met als hoogtepunt een derde plaats in de Grand Prix van Italië, maar het contract met het team werd na onderling overleg wel ontbonden.

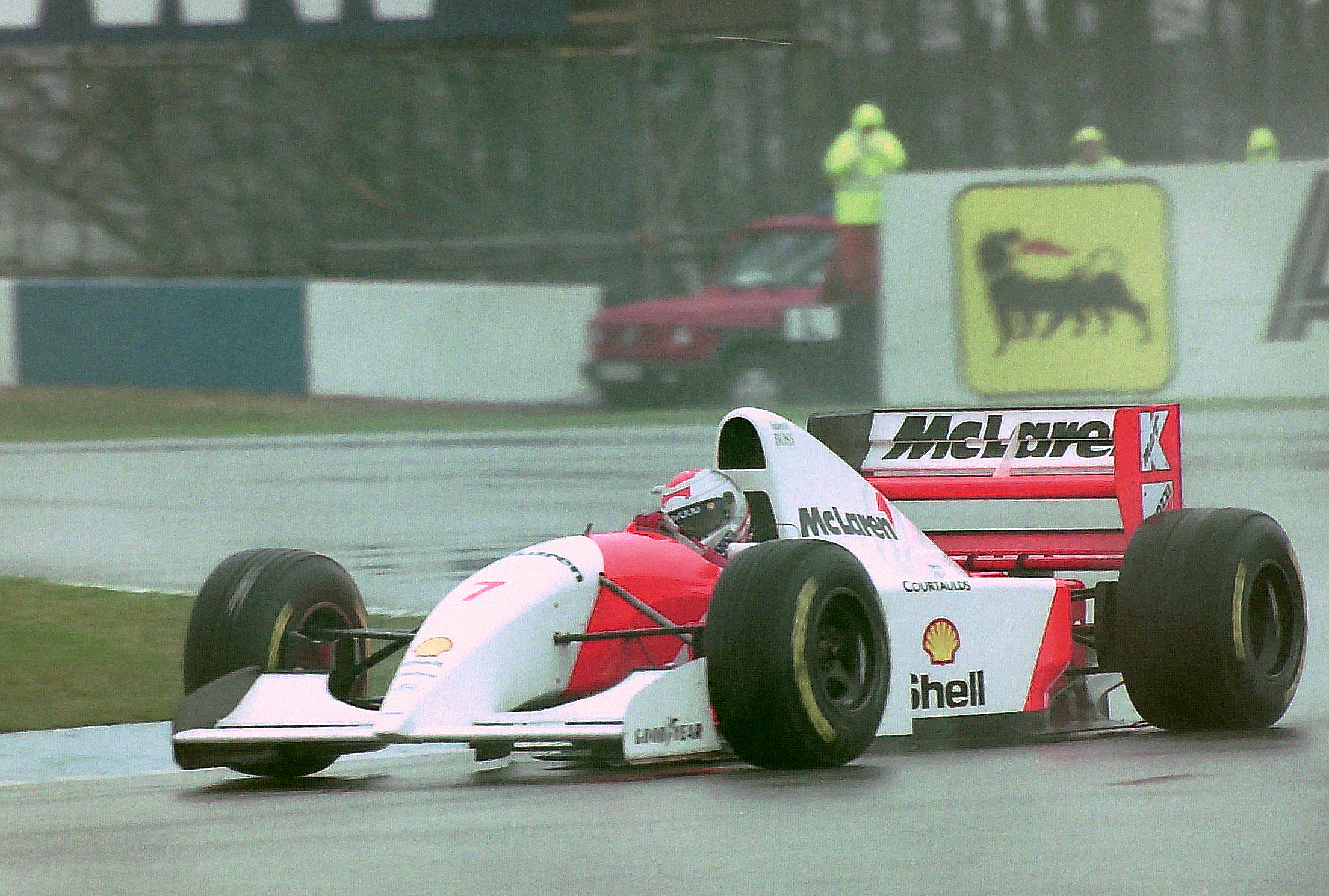
McLaren, 1993

### Terugkeer naar de CART
In 1994 ging Andretti opnieuw in de CART rijden, waar hij opnieuw erg succesvol was. Hij won onmiddellijk zijn eerste race. In 1996 werd hij tweede in het kampioenschap. Het bleef echter wel bij de ene titel die hij in 1991 behaalde. Hij beëindigde zijn carrière in 2002, waarin hij zijn 42ste en laatste race-overwinning behaalde. Hij behaalde daarnaast, samen met Al Unser Jr, het meeste aantal overwinningen in één seizoen.

## Carrière als team-eigenaar
Nadat hij nog deelnam aan de Indianapolis 500 van 2003, stopte hij met fulltime racen. Hij kocht Team Green dat uitkwam in de Champ Car en doopte het om in Andretti Green Racing. Hij stapte met het team over naar de Indy Racing League. Tony Kanaan won het kampioenschap in 2004 voor het team, Dan Wheldon deed hetzelfde in 2005 en won ook de Indy 500. In 2007 won Dario Franchitti de Indy 500 en het kampioenschap.
Andretti ging nog één keer racen in de Indianapolis 500 2006, om zijn zoon Marco aan de overwinning te helpen. Michael leidde de race met nog vier ronden te gaan, voordat hij tweede kwam te liggen achter zijn zoon. Uiteindelijk werd hij derde, terwijl Marco de overwinning net verspeelde aan Sam Hornish Jr.
Ook in de Indianapolis 500 van 2007 nam hij deel als rijder en werd hij dertiende. Dit zou zijn laatste race als rijder zijn.